# Bảo tàng Nhạc cụ dân gian ở Szydłowiec
Bảo tàng Nhạc cụ dân gian ở Szydłowiec (tiếng Ba Lan: Muzeum Ludowych Instrumentów Muzycznych w Szydłowcu) là một bảo tàng tọa lạc tại số 2 Phố Tướng J. Sowiński, Szydłowiec, Ba Lan.
Mục tiêu hoạt động của Bảo tàng Nhạc cụ Dân gian ở Szydłowiec là thu thập và triển lãm các nhạc cụ dân gian của Ba Lan. Ngoài các nhạc cụ dân gian từ khắp Ba Lan, trong bộ sưu tập của Bảo tàng còn có các hiện vật và kỷ vật có liên quan đến lịch sử của Szydłowiec.

## Lược sử hình thành
Quyết định thành lập Bảo tàng Nhạc cụ Dân gian với tư cách là một chi nhánh của Bảo tàng Świętokrzyskie ở Kielce được Bộ Văn hóa và Nghệ thuật và các cơ quan chức năng của tỉnh Kielce thông qua vào tháng 9 năm 1968. Sau bảy năm chuẩn bị và tổ chức, Bảo tàng Nhạc cụ dân gian ở Szydłowiec chính thức mở cửa phục vụ khách tham quan vào ngày 19 tháng 5 năm 1975. Trụ sở của Bảo tàng là Lâu đài Szydłowiecki.
Năm 1977, Hội đồng quốc tế về âm nhạc dân gian của UNESCO công nhận Bảo tàng Nhạc cụ Dân gian ở Szydłowiec là bảo tàng đầu tiên trên thế giới về các nhạc cụ dân gian của một quốc gia. Năm 1999, Bảo tàng được đưa vào Sổ đăng ký Bảo tàng Nhà nước.